# Rhapis
Rhapis L.f. ex Aiton, 1789 è un genere della famiglia delle Arecacee.

## Descrizione
Comprende palme che raggiungono l'altezza di 5 m, di aspetto fitto e compatto, con foglie a forma di ventaglio.

## Distribuzione e habitat
Il genere è diffuso in Cina meridionale e in Indocina.

## Tassonomia
Il genere Rhapis comprende le seguenti specie:
- Rhapis evansii A.J.Hend.
- Rhapis excelsa (Thunb.) Henry
- Rhapis gracilis Burret
- Rhapis humilis Blume
- Rhapis kebangensis A.J.Hend.
- Rhapis laosensis Becc.
- Rhapis micrantha Becc.
- Rhapis multifida Burret
- Rhapis puhuongensis M.S.Trudgen, T.P.Anh & A.J.Hend.
- Rhapis robusta Burret
- Rhapis subtilis Becc.
- Rhapis vidalii Aver., T.H.Nguyên & P.K.Lôc